# Arturo Riccardi
Arturo Riccardi (Pavía; 30 de octubre de 1878-Roma; 20 de diciembre de 1966) fue un marino militar italiano, que alcanzó el grado de almirante en la Regia Marina. 
Aunque tomó parte en casi todos los conflictos militares de Italia en el período en que estuvo activo, destacó especialmente por su papel en la Segunda Guerra Mundial, durante la que, en tanto que jefe del Estado Mayor de la Regia Marina fue el máximo responsable de la misma. Igualmente bajo el fascismo italiano, en el régimen de Benito Mussolini, ocupó cargos políticos, concretamente el de director general de personal del Ministerio de Marina, entre 1935 y 1940, y el de secretario de estado de Marina, entre 1940 y 1943.
En tanto que especialista en guerra aérea, Riccardi colaboró asiduamente con el Estado Mayor de la Kriegsmarine del Tercer Reich en la elaboración de planes para la defensa marítima de la península italiana.

## Biografía

### Inicios de su carrera
Arturo Riccardi era hijo de Adolfo Riccardi y de Ifigenia Rasini di Mortigliengo, y nació el 30 de octubre de 1878 en Pavia, en la Lombardía (aunque otras fuentes dan como lugar de nacimiento la localidad de Saluzzo).
Tras estudiar en la Academia Militar italiana para convertirse en militar, tuvo su primera acción bélica con los marineros italianos durante la Rebelión de los Bóxers en 1900-1901. El 8 de septiembre de 1904, siendo teniente de navío en el crucero acorazado Marco Polo destinado en China, contribuyó a sofocar un incendio desatado en el depósito de municiones del buque, por lo que fue condecorado con la Medalla de Bronce al Valor Militar. También recibió la Medalla de la Campaña de China (1900-1901).
Igualmente tomó parte en la Primera Guerra Mundial, recibiendo varias medallas y distinciones.

### Período de entreguerras
Tras trabajar en el Gabinete del Ministro de Marina entre el 6 de febrero y el 13 de mayo de 1925, Riccardi ingresó en el Partido Nacional Fascista (en la federación local de La Spezia) en ese mismo año. Colaboró desde entonces en diversos cargos políticos menores, asociados a su militancia.
Entre el 22 de agosto de 1935 y el 2 de abril de 1937 fue director general de Personal y del Servicio Militar del Ministerio de la Marina. Regresó al mar el 6 de febrero de 1934, para asumir el mando de la 1ª Escuadra, cuyo buque insignia era el acorazado Cavour. Desde dicho cargo, tuvo la responsabilidad de asegurar el soporte naval necesario para la invasión italiana de Albania el 8 de abril de 1939.
En este mismo período, a propuesta del Ministerio de Marina, Arturo Riccardi fue nombrado senador.

### Segunda Guerra Mundial
Aunque tras su nombramiento como senador la carrera de Riccardi parecía abocada a la política, los revseses sufridos por la Regia Marina durante los primeros enfrentamientos con la Royal Navy en el mar Mediterráneo hicieron que Benito Mussolini decidiese nombrarle el 8 de diciembre de 1940 subsecretario de Estado y jefe del Estado Mayor de la Marina en sustitución del almirante Domenico Cavagnari, cuando aún no había pasado un mes desde la batalla de Tarento.
Para su labor, Riccardi topó con el hecho de que las circunstancias de la Regia Marina no eran las que se habían previsto en los años 1930, a la vez que la necesidad primordial que se le planteaba en ese momento era la de mantener las vías de comunicación y el envío de suministros a Libia, para poder hacer frente a las necesidades de la campaña en África del Norte, lo que planteaba el difícil reto de adaptar los medios disponibles a la nueva realidad operativa. Hasta cierto punto, era la persona adecuada para el reto, habida cuenta de su experiencia en el campo de la escolta naval (experiencia adquirida durante la Primera Guerra Mundial) y en los submarinos. Riccardi diseño un programa de construcciones navales centrado precisamente en esos dos ejes: la construcción de buques de escolta y de submarinos. Un ejemplo de ello son las corbetas de la Clase Gabbiano. En diciembre de 1940, se nombró al almirante Angelo Iachino como nuevo comandante en jefe de la flota, siendo con él con quien Riccardi compartió el mando de la Regia Marina en los treinta meses siguientes.
El 9 de febrero de 1941, la Fuerza H de la Royal Navy bombardeó el puerto italiano de Génova. En el ataque británico se hizo evidente la inadecuación de la Regia Marina para la defensa de las costas italianas, aunque Riccardi optó por no profundizar en las causas del mal comportamiento de la flota italiana, justificando en el informe oficial la falta de reacción contra la flota británica debido al mal tiempo y a la mala suerte. Esta falta de análisis y de corrección de los errores cometidos iba a ser pagada muy cara poco más tarde por la Regia Marina.
El 13 de febrero del mismo año, Riccardi tuvo una entrevista en Merano con su homólogo en la Kriegsmarine, el almirante Erich Reader, entrevista a la que Riccardi acudió acompañado de los almirantes Emilio Brenta, Raffaele de Courten y Carlo Giartosio. En el encuentro, conocido como Acuerdo de Merano, se acordó una coordinación entre ambas Marinas de guerra, coordinación que hasta el momento era inexistente. Riccardi presentó a Reader un panorama del estado de la Regia Marina que, según él, hacía inviable que ésta adoptase un papel más ofensivo en la batalla del Mediterráneo contra la Royal Navy, especialmente para frenar el control británico del Mediterráneo oriental, que le permitía asegurar las comunicaciones con Grecia, a la que estaban llegando tropas del Ejército británico para prevenir un posible ataque de la Wehrmacht contra dicho país.
No obstante, una vez de regreso a Roma prosiguieron las presiones alemanas, con lo que finalmente Riccardi se puso a estudiar la posibilidad de que la Regia Marina adoptase una estrategia más ofensiva en esa zona. En marzo, la puesta en marcha de la nueva política ofensiva llevó al desastre sufrido por los italianos en la batalla del Cabo Matapán. Tras el desastre, Riccardi optó por encubrir la responsabilidad de Iachino, que según varios analistas hubiese debido ser destituido. Quienes así opinan añaden que Riccardi lo encubrió para evitar que Iachino pusiese de manifiesto la responsabilidad del propio Riccardi en el planeamiento de la operación, además de que cometió el error de no cancelar la operación cuando la escuadra italiana, en ruta hacia el Mediterráneo oriental, fue descubierta por los británicos.
En cualquier caso, la derrota significó el final definitivo de cualquier veleidad ofensiva de la Regia Marina durante todo el resto de la guerra. Además, para operaciones de escolta de transportescon destino a Libia para aprovisionar al Afrika Korps que combatía contra el 8º Ejército británico en la campaña en África del Norte, la Regia Marina sólo volvió a intervenir esporádicamente, siempre que estuviese garantizada una importante cobertura aérea.
El 25 de julio de 1943, a la caída del régimen de Mussolini, Riccardi fue sustituido como jefe del Estado Mayor de la Regia Marina por el almirante Raffaele de Courten.

## Condecoraciones
- Medalla de Bronce al Valor Militar ( Italia, 8 de septiembre de 1904).
- Medalla de la campaña de China de 1900-1901 ( Italia).
- Cruz de Oro por Antigüedad en el Servicio ( Italia).
- Cruz al Mérito Militar ( Italia).
- Medalla conmemorativa de la guerra italo-austriaca 1915-1918 ( Italia).
- Medalla conmemorativa de la Unificación Italiana ( Italia).
- Medalla Interaliada de la Victoria ( Italia).
- Medalla Mauriziana al Mérito por 10 lustros de carrera militar ( Italia).

## Honores
- Caballero la Orden de la Corona de Italia ( Italia, 14 de diciembre de 1911).
- Caballero de la Orden de los Santos Mauricio y Lázaro ( Italia, 6 de diciembre de 1914).
- Oficial de la Orden de la Corona de Italia ( Italia, 14 de diciembre de 1919).
- Oficial de la Orden de la Corona de Italia ( Italia, 12 de noviembre de 1925).
- Oficial de la Orden de los Santos Mauricio y Lázaro ( Italia, 1 de junio de 1930).
- Comendador de la Orden de los Santos Mauricio y Lázaro ( Italia, 15 de junio de 1933).
- Gran Oficial de la Orden de la Corona de Italia ( Italia, 27 de octubre de 1934).
- Caballero Oficial de la Orden Colonial de la Estrella de Italia ( Italia, 16 de julio de 1936).
- Gran Oficial de la Orden de los Santos Mauricio y Lázaro ( Italia, 28 de septiembre de 1936).
- Comendador de la Orden Colonial de la Estrella de Italia ( Italia, 29 de octubre de 1936).
- Caballero Gran Cruz de la Orden de la Corona de Italia ( Italia, 1 de febrero de 1940).
- Cruz Alemana en Oro ( Alemania, 18 de enero de 1943).

| Predecesor:                              | Comandante en jefe de la 1ª Escuadra 6 de febrero de 1934 -                           | Sucesor:                               |
| Predecesor: Almirante Domenico Cavagnari | Jefe del Estado Mayor de la Regia Marina 8 de diciembre de 1940 - 25 de julio de 1943 | Sucesor: Almirante Raffaele de Courten |

- Datos: Q387690
- Multimedia: Arturo Riccardi / Q387690